# Estrilda rufibarba
L'astrilde d'Arabia (Estrilda rufibarba (Cabanis, 1851)) è un uccello passeriforme della famiglia degli Estrildidi.

## Descrizione

### Dimensioni
Misura fino a 10 cm di lunghezza, coda compresa.

### Aspetto
L'aspetto e la colorazione sono piuttosto simili a quelli dell'astrilde di Sant'Elena, rispetto alla quale questi uccelli appaiono più massicci e presentano aree rosse più scure.

La livrea è grigio-brunastra su tutto il corpo, con tendenza a virare verso il bruno-rosato sul ventre e con presenza di evidenti striature zigzaganti più scure su dorso e fianchi: le remiganti sono di colore olivastro, la coda ed il codione sono neri, la gola ed il sottocoda sono bianco-grigiastre. Dai lati del becco parte una striscia di colore rosso scuro che raggiunge gli occhi e continua fino alle orecchie: il becco è nero, gli occhi sono bruno-nerastri, le zampe sono di colore carnicino-nerastro.

## Biologia
Si tratta di uccelli dalle abitudini diurne e gregarie, che spesso si riuniscono in stormi che possono arrivare a contare anche 200 individui, a volte anche in associazione con altre specie affini (come il bengalino ventre arancio): durante il giorno essi stazionano fra i cespugli o al suolo alla ricerca di cibo, mentre durante la notte si riuniscono per riposare su posatoi comuni fra gli alberi o i cespugli più alti.

### Alimentazione
L'astrilde d'Arabia è un uccello essenzialmente granivoro, che si nutre perlopiù di piccoli semi di graminacee, privilegiando quelli ancora immaturi: essa integra inoltre la propria dieta con germogli, bacche e piccoli insetti.

### Riproduzione
Mancano dati precisi circa la riproduzione di questi uccelli: tuttavia, si ha motivo di pensare che essa non differisca significativamente per modalità e tempistica da quella delle specie congeneri e, più in generale, da quella degli estrildidi.

## Distribuzione e habitat
Come intuibile dal nome comune, l'astrilde d'Arabia occupa un areale piuttosto ristretto, che si limita alle zone montuose e agli uadi della porzione sud-orientale della penisola arabica (concentrandosi in particolare nella regione costiera di Tihama e nell'Hadramaut), fra i 250 e i 2600 m di quota.
Il suo habitat è rappresentato dalle aree rocciose con presenza diffusa di cespugli ed alberelli, possibilmente nelle immediate vicinanze di fonti d'acqua dolce permanenti: questi uccelli colonizzano inoltre le aree coltivate, in particolare le coltivazioni di cereali.